# Leonardo Helicopter Division

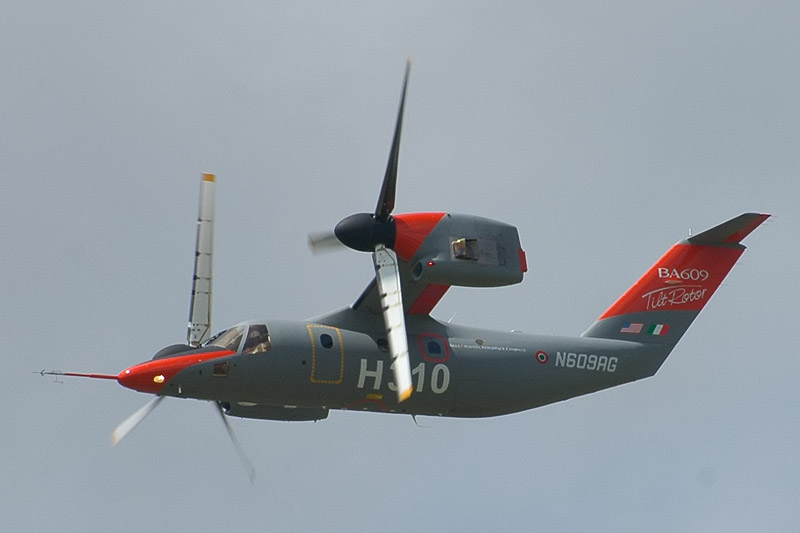
AW 609 i horisontalflygläge

Leonardo S.p.A. Helicopter Division, tidigare Agusta Westland, är en helikoptertillverkare med tillverkning i bland andra Italien, Storbritannien, Polen och USA. Bolaget bildades i juli 2000 efter att Finmeccanica SpA och GKN plc slog samman sina dotterbolag Agusta och Westland Helicopters till AgustaWestland med en ägarandel om 50 % vardera. I maj 2004 sålde GKN sin andel till Finmeccanica, och AgustaWestland, är sedan dess ett helägt av Finmeccanica (nu Leonardo S.p.A.)..

## Helikoptermodeller
- Leonardo AW101
- Leonardo AW109
- Leonardo AW139
- Leonardo AW 169
- Leonardo AW609